# کژموو
کژموو (به لهستانی:  Krzemów) یک روستا در لهستان است که در گمینا کژشتسه واقع شده‌است.
 کژموو  ۷۰ نفر جمعیت دارد.